# Граф Роутс

Герб графов Роутс

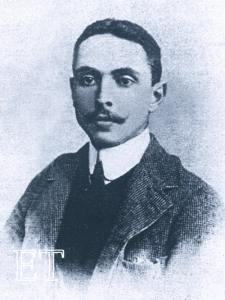
Норман Лесли, 19-й граф Роутс

Граф Ро́утс (англ. Earl of Rothes) — наследственный титул в системе Пэрства Шотландии.

## История
Титул графа Роутса был создан в 1458 году для Джорджа Лесли, 1-го лорда Лесли (ок. 1417—1490). В 1445 году он получил титул лорда Лесли, став пэром Шотландии. Его внук, Уильям Лесли, 3-й граф Роутс, ставший преемником своего брата в марте 1513 года, погиб в битве с англичанами при Флоддене 9 сентября того же года. Его сын, Джордж Лесли, 4-й граф Роутс (ум. 1558), был лордом внеочередной сессии. Его также судили за убийство кардинала Дэвида Битона в 1546 году, но он был оправдан.
Его потомок, Джон Лесли, 7-й граф Роутс (ок. 1630—1681), был видным государственным деятелем. Он занимал должности лорда-казначея Шотландии (1663—1667) и лорда-канцлера Шотландии (1667—1681). В 1663 году он получил новый устав о праве передачи по наследству титулов графа Роуста и лордства Лесли своей старшей дочери Маргарет, жене Чарльза Гамильтона, 5-го графа Хаддингтона (1650—1685), и её потомкам мужского и женского пола. В 1680 году Джон Лесли, 7-й граф Роутс, получил титул герцога Роутса (Пэрство Шотландии).
В 1681 году после смерти Джона Лесли, 1-го герцога Роутса, не имевшего сыновей, титул герцога Роутса прервался. А титулы графа Роутса, лорда Лесли и лорда Баллинбрейча, согласно хартии 1663 года, унаследовала его старшая дочь Маргарет, 8-я графиня Роутс (ум. 1700). В 1685 году после смерти Чарльза Гамильтона, 5-го графа Хаддингтона, мужа Маргарет, титул графа Хаддингтона унаследовал его второй сын Томас Гамильтон, 6-й граф Хаддингтон (1680—1735). В 1700 году после смерти Маргарет титул графа Роутса получил её старший сын, Джон Гамильтон, 9-й граф Роутс (1679—1722). Он принял дополнительную фамилию «Лесли» и заседал в палате лордов Великобритании в качестве одного из избранных шотландских пэров-представителей в 1708—1710 годах. Его сын, Джон Лесли, 10-й граф Роутс (1698—1767), был генерал-лейтенантом британской армии и занимал пост главнокомандующего войсками в Ирландии (1758—1767). В 1723—1734, 1747—1767 годах он также был шотландским пэром-представителем в Палате лордов Великобритании.
Его сын, Джон Лесли, 11-й граф Роутс (1744—1773), умер неженатым в молодом возрасте, ему наследовала его старшая сестра Джейн Элизабет Лесли, 12-я графиня Роутс (1750—1810). Она была женой Джорджа Рэймонда Эвелина (ум. 1810). Их сын, Джордж Уильям Эвелин-Лесли, 13-й граф Роутс (1768—1817), являлся шотландским пэром-представителем в Палате лордов (1812—1817). Лорд Роутс принял фамилию «Лесли» вместо «Эвелин». Ему наследовала его дочь Генриетта Анна Эвелин-Лесли, 14-я графиня Роутс (1790—1819). Она была женой Джорджа Гвитера, который вместе с женой принял фамилию «Лесли». Их внук, Джордж Уильям Эвелин-Лесли, 16-й граф Роутс (1835—1859), умер неженатым в молодом возрасте, ему наследовала его сестра Генриетта Эвелин-Лесли, 17-я графиня Роутс (1832—1886). Она была женой достопочтенного Джорджа Уолдгрейва, младшего сына Уильяма Уолдгрейва, 8-го графа Уолдгрейва (1788—1859). Их брак был бездетным, Генриетте наследовала её тетя Мэри Элизабет, 18-я графиня Роутс (1811—1893). Она была второй дочерью Генриетты Анны, 14-й графини Роутс, и женой капитана Мартина Эдварда Хаворта (ум. 1886), который в 1886 году, получив королевское разрешение, принял для себе и своей семьи дополнительную фамилию «Лесли». Их внук, Норман Эвелин Лесли, 19-й граф Роутс (1877—1927), заседал в Палате лордов Великобритании в качестве одного из шотландских пэров-представителей в 1906—1923 годах. Жена 19-го графа, Люси Ноэль Марта Лесли, графиня Роутс (1878—1956), наиболее известна как одна из выживший после кораблекрушения Титаника в 1912 году. Их старший сын, Малкольм Лесли, 20-й граф Роутс (1902—1975), был одним из шотландских пэров-представителей в Палате лордов Великобритании в 1931—1959 годах.
По состоянию на 2024 год, обладателем графского титула являлся его внук, Джеймс Малкольм Дэвид Лесли, 22-й граф Роутс (род. 1958), который сменил своего отца в 2005 году.
Сын и наследник графа Роутса носит титул «лорда Лесли».
С середины XV века графы Роуст являются вождями шотландского клана Лесли.

## Графы Роутс (1457)
- 1457—1490: Джордж Лесли, 1-й граф Роутс (ок. 1417—1490), сын сэра Нормана Лесли из Роутса (ок. 1380—1439);
- 1490—1513: Джордж Лесли, 2-й граф Роутс (ум. февраль-март 1513), второй сын Эндрю Лесли, мастера Роутса, и внук 1-го графа Роутса;
- 1513—1513: Уильям Лесли, 3-й граф Роутс (ум. 9 сентября 1513), младший сын Эндрю Лесли, мастера Роутса, и внук 1-го графа Роутса;
- 1513—1558: Джордж Лесли, 4-й граф Роутс (2 августа 1484 — 24 ноября 1558), сын предыдущего;
- 1558—1611: Эндрю Лесли, 5-й граф Роутс (ум. 1611), сын предыдущего;
- 1611—1641: Джон Лесли, 6-й граф Роутс (1600 — 23 августа 1641), сын Джеймса Лесли, мастера Лесли (ум. 1607), внук предыдущего;
- 1641—1681: Джон Лесли, 7-й граф Роутс (ок. 1630 — 27 июля 1681), единственный сын предыдущего.

## Герцоги Роутс (1680)
- 1680—1681: Джон Лесли, 1-й герцог Роутс (ок. 1630 — 27 июля 1681), единственный сын 6-го графа Роутса.

## Графы Роутс (1457)
- 1681—1700: Маргарет Лесли, 8-я графиня Роутс (ум. 20 августа 1700), старшая дочь Джона Лесли, 1-го герцога Роуста и 7-го графа Роутса;
- 1700—1722: Джон Гамильтон-Лесли, 9-й граф Роутс (1675 — 9 мая 1722), старший сын предыдущей;
- 1722—1767: Джон Лесли, 10-й граф Роутс (1698—1767), сын предыдущего;
- 1767—1773: Джон Лесли, 11-й граф Роутс (1744—1773), сын предыдущего;
- 1773—1810: Джейн Элизабет Лесли, 12-я графиня Роутс (5 мая 1750 — 2 июня 1810), дочь 10-го графа Роутса, сестра предыдущего;
- 1810—1817: Джордж Уильям Эвелин-Лесли, 13-й граф Роутс (28 марта 1768—1817), сын предыдущей от первого брака с Джорджем Рэймондом Эвелином;
- 1817—1819: Генриетта Энн Эвелин-Лесли, 14-я графиня Роутс (1790 — 30 января 1819), дочь предыдущего;
- 1819—1841: Джордж Уильям Эвелин Лесли, 15-й граф Роутс (8 ноября 1809 — 10 марта 1841), старший сын предыдущей;
- 1841—1859: Джордж Уильям Эвелин Лесли, 16-й граф Роутс (4 февраля 1835 — 2 января 1859), единственный сын предыдущего;
- 1859—1886: Генриетта Андерсон Лесли Морсхед, 17-я графиня Роутс (1832 — 10 февраля 1886), старшая сестра предыдущего;
- 1886—1893: Мэри Элизабет Лесли, 18-я графиня Роутс (9 июля 1811 — 17 сентября 1893), вторая дочь Генриетты Эвелин-Лесли, 14-й графини Роуст, тетка предыдущей;
- 1893—1927: Норман Эвелин Лесли, 19-й граф Роутс (13 июля 1877 — 29 марта 1927), сын Мартина Лесли (1839—1882) и внук предыдущей;
- 1927—1974: Малкольм Джордж Дайер-Эдвардис Лесли, 20-й граф Роутс (8 февраля 1902—1974), сын предыдущего;
- 1794—2005: Йен Лайонел Малкольм Лесли, 21-й граф Роутс (10 мая 1932 — 15 апреля 2005), старший сын предыдущего;
- 2005 — настоящее время: Джеймс Малкольм Дэвид Лесли, 22-й граф Роутс (род. 4 июня 1958), старший сын предыдущего;
  - Наследник: Александр Джон Лесли (род. 18 февраля 1962), младший брат предыдущего.